# شکیلی علی‌عصگر
علی‌عسگر عبدالله‌اف (ترکی آذربایجانی: Ələsgər Abdullayev; ۱۸۶۶ – 
آوریل 1, ۱۹۲۹ (۶۲−۶۳ سال)
) معروف به شکیلی علی‌عصگر یک خواننده موسیقی‌های مقامی آذربایجانی بود.

## زندگی‌نامه
شکیلی علی‌عصگر در سال ۱۸۶۶ در شهر نوخا (هم‌اکنون شکی) به دنیا آمد. در اوان کودکی به عنوان شاگرد یک خشت‌مال کار می‌کرد. هنگامی که «کشتازلی هاشم»، خواننده معروف موسیقی مقامی، در شکی بود، شکیلی علی‌عصگر با وی آشنا شد. در طول مدت اقامتش در شکی، به شکلی علی‌عصگر دروس موسیقی مقامی تدریس کرد و نقش مهمی در زندگی آینده وی ایفا کرد. دیگر معلم شکیلی علی‌عصگر فردی به اسم «آقابالا»، تاجر، بود.
علی‌عسگر عبدالله‌اف در میان سالهای ۱۹۰۲ و ۱۹۰۳، در دوره‌های ۱، ۲ و ۳ «کنسرت‌های شرقی» در باکو حضور یافت و موسیقی‌های مقامی چهارگاه، شوشتری و بیات شیراز را آوازخوانی کرد. وی همچنین در نمایش‌های تئاتر از جمله نمایش‌های «شب‌های شرقی» که توسط سازمان خیریه وقت «نجات» برگزار می‌شد حضور پررنگی داشت.
در بین سال‌های ۱۹۱۲ تا ۱۹۱۸ بود که علی‌عسگر عبدالله‌اف کنسرت‌هایی در چندین شهر کشورهای آسیای مرکزی، ایران و ترکیه اجرا کرد. در پاس آوازخوانی اش در یکی از مجالس نشانی از دست شاه ایران دریافت کرد.
در سالهای ۱۹۱۳ و ۱۹۱۴ شرکتهای سهامی «اسپورت رکورد» و «اکسترافون» ازعلی‌عسگر عبدالله‌اف برای سفر به تفلیس و کی‌یف دعوت کرد. آنجا در کنار قطعات موسیقی‌های مقامی چهارگاه، «راست»، «ماهور هندی»، «سه گاه»، «راهاب»، «شوشتری» و «هسار»، تعدادی ترانه‌های آذربایجانی، گرجی و ارمنی نیز خواند که قربان پریموف و «تاووس» در تار و «ساشا اوکانزاشویلی» و «مؤسس گولیانس» در کمانچه همراهی وی را به عهده داشتند. «شیرین آخوندف» نیز برای سالیان سال وی را در صحنه‌ها همراهی می‌کرد. شکیلی علی‌عسگر به آوازخوانی «راهاب» آوازه خاصی یافته بود.
در سال‌های متعاقب شکیلی علی‌عسگر به همراه جبار قاریاغدی‌اوغلو به عنوان مجموعه ای از اورکستر شرقی سازمان‌دهی شده توسط «دکتر ژونانسان» کنسرتی برای کارگران اهل باکو اجرا کرد. وی همچنین با همراهی قربان پریموف و «آرمناک شوشینسکی»، نوازنده کمانچه، در «باشگان‌های تابستانی باکو» و «شب‌های موسیقی شرقی» روی صحنه می‌رفت. خواننده در برنامه‌های رادیویی آذربایجان نیز حضور داشت.
شکیلی علی‌عسگر در روز ۱ آوریل سال ۱۹۲۹ در باکو درگذشت.